# Matteo 27

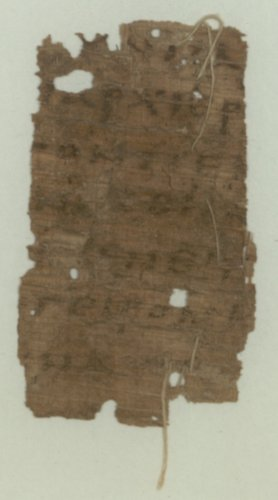
Matteo 27,62-64 sul Papiro 105, V/VI secolo.

Matteo 27 è il ventisettesimo capitolo del vangelo secondo Matteo nel Nuovo Testamento. Questo capitolo contiene il racconto secondo Matteo del processo, della crocifissione e della sepoltura di Gesù. Il teologo scozzese William Robertson Nicoll ha fatto notare come "il racconto di una singola giornata occupa quasi un nono dell'intero vangelo".

## Testo
Il testo originale era scritto in greco antico. Il capitolo è diviso in 66 versetti.

### Testimonianze scritte
- Papiro 104 (c. 250; versetti 34-37, 43, 45)
- Codex Vaticanus (325-350)
- Codex Sinaiticus (330-360)
- Codex Bezae (c. 400; versetti 1, 13-66)
- Codex Washingtonianus (c. 400)
- Codex Ephraemi Rescriptus (c. 450; versetti 1-10, 47-66)
- Papiro 105 (V/VI secolo; versetti 62-64).
- Codex Purpureus Rossanensis (VI secolo)
- Codex Petropolitanus Purpureus (VI secolo; versetti 27-33)

## Struttura
- Processo di Pilato (27,1-2,11-26)
  - La richiesta del sangue (27,24-25)
- La morte di Giuda (27,3-10)
- I soldati deridono Gesù (27,27-31)
- Simone di Cirene porta la croce (27,32)
- Crocifissione di Gesù (27,33–56)
- Giuseppe d'Arimatea seppellisce Gesù (27,57–61)
- Le guardie alla tomba (27,62–66)

## Descrizione
La mattina successiva al suo arresto, Gesù viene portato presso Ponzio Pilato, il procuratore romano della Giudea. Mentre Gesù viene portato via, Giuda Iscariota, che lo aveva tradito, vede il suo maestro ormai condannato, e viene preso dal rimorso, pentendosi di quanto commesso. La parola usata per questo "pentimento" (dal greco: μεταμεληθεις, metamelētheis) non è la stessa usata per indicare il pentimento sia da Giovanni Battista che da Gesù nel corso del loro ministero (μετανοειτε, metanoeite); Arthur Carr, nella Cambridge Bible for Schools and Colleges ha notato come "[quello di Giuda] non è vero pentimento di cuore, ma solo rimorso o dispiacere".
Giuda restituisce i 30 denari ricevuti in pagamento per il suo tradimento dai sacerdoti del Sinedrio; i soldi vengono riconsegnati a Caifa, gettati sul pavimento del tempio, e poi Giuda si allontana per suicidarsi. Nel frattempo, Gesù subisce l'interrogatorio di Pilato con silente dignità. Pilato a questo punto pensa di interpellare la folla e, conoscendo (o "sospettando") che i capi dei sacerdoti fossero divenuti gelosi della popolarità di Gesù che rischiava di mettere in ombra il loro ruolo come capi religiosi, chiede alla folla di scegliere se liberare il noto prigioniero Barabba o Gesù. La folla, persuasa dai capi religiosi e degli anziani, risponde repentinamente scegliendo di far condannare alla croce Cristo. Pilato, stupito, chiede alla folla le ragioni della propria scelta, ma questa continua a chiedere la crocifissione di Gesù.
Pilato quindi si rende conto di non poter ragionare con la folla. Sua moglie narra di aver avuto un sogno e gli chiede di "non aver nulla a che fare con quest'uomo". Al contrario, egli cerca di sollevarsi da ogni responsabilità lavandosi le mani e discendo alla folla: "Non sono responsabile del sangue di questa persona". Quindi i giudei presenti al processo chiedono che Gesù sia flagellato ed inviato poi alla crocifissione, mentre Barabba viene liberato.
Gesù è portato al Pretorio della residenza del governatore, dove la guardia di Pilato e i pretoriani lo deridono, dandogli un mantello rosso al posto dei suoi vestiti, una canna come scettro e una corona di spine intrecciate sul capo come serto. I soldati quindi lo conducono al luogo del Golgota (il "luogo del cranio"); nel vangelo di Luca questo percorso viene indicato con "molti particolari su ciò che accadde lungo il percorso, omessi in altri vangeli: il grande insieme di persone e donne che lo seguono; l'incontro con la Veronica, la presenza dei due malfattori". Un uomo di nome Simone di Cirene viene obbligato dai soldati a portare la croce di Gesù dal momento che egli è troppo fiaccato e non riesce. Al Golgota gli viene offerto vino misto a fiele, ma Gesù non ne beve. I soldati si dividono le vesti del condannato. Quanti si trovano sotto la croce lo deridono, dicendogli di scendere dalla croce usando i suoi poteri.
Alle tre Gesù grida "Mio Dio, mio Dio, perché mi hai abbandonato?", e inizia la sua agonia. I soldati che bevono sotto la croce interpretano questo grido come un'invocazione al profeta Elia. Gesù grida ancora una volta e poi spira.
Improvvisamente, le rocce iniziano a dividersi e si verifica un terremoto, fatto che indica quanto la terra sia stata scossa dalla morte del Figlio di Dio.
La notte di quel giorno, Giuseppe d'Arimatea, un discepolo di Gesù, va da Pilato per chiedere la restituzione del corpo di Gesù. Pilato lo permette e Giuseppe, avvolgendo il corpo in un lino pulito, lo seppellisce e rotola una grande pietra davanti alla tomba, sigillandola da razziatori o ladri.
Nel frattempo, i sacerdoti ed i farisei ricordano come Gesù avesse predetto di risuscitare dopo tre giorni. Il capitolo si conclude con Pilato che autorizza un gruppo di guardie davanti alla tomba di Gesù nel caso in cui i discepoli cercassero di rubarne il corpo per sostenere la tesi della sua risurrezione.

## Analisi
La storia della crocifissione narrata da Matteo presenta notevoli parallelismi con quella narrata da Marco nel suo vangelo. Ad ogni modo, Matteo da delle descrizioni più accurate seppur in soli sedici versetti dal 35 al 51, il medesimo numero di versetti di Marco, ma uno in più di Luca, e tre in più di Giovanni.
Marco 15,24, Luca 23,33, Giovanni 19,18 e Matteo 27,35 raccontano tutti succintamente la crocifissione, e in tutti i racconti viene riportata la frase "crocifiggilo!" pronunciata dalla folla. L'aiuto di Simone di Cirene, inoltre, viene citato nel vangelo di Matteo, in quello di Luca e in quello di Marco, mentre nel vangelo di Giovanni, Gesù sembra fare l'intero percorso da solo. Per quanto riguarda le ultime parole di Gesù sulla croce, i vangeli sono discordi. Matteo 27, 46 e Marco 15,34 sono concordi nel riteere che le ultime parole siano state "Perché mi hai abbandonato?", mentre Luca 23,46 ("Padre, nelle tue mani affido il mio spirito") e Giovanni 19,30 ("Tutto è compiuto") riportano altre versioni.